# جون أ. تولى
جون أ. تولى (بالإنجليزية: John A. Tully)‏ هو مؤرخ أسترالي، ولد في 1947.